# Roxtuna
Roxtuna är en småort i Rystads socken i Linköpings kommun i Östergötlands län.
Roxtuna ligger vid Roxens södra strand, strax öster om tätorten Ekängen, ungefär 6 km norr om Linköping.
Sedan år 1990 avgränsar SCB Roxtuna som en småort. Storleken 1990 var 13 hektar men sedan 1995 har området omfattat 15 hektar. Befolkningen första avgränsningen var 99 personer men sedan 1995 har det varit cirka 70 invånare.
Här låg tidigare anstalten Roxtuna.